# Tree Hill
Tree Hill is een fictieve stad waar The CW's One Tree Hill zich afspeelt. Tree Hill ligt aan een haven in New Brunswick County (North Carolina). De burgemeester van Tree Hill is Dan Scott.

## Gelegenheden
- Tree Hill High School, de middelbare school in de stad. Ondanks niet bekend wanneer het opgericht is, waren ook Dan Scott, Keith Scott en Karen Roe studenten van de school. Tegenwoordig zijn de meest bekende studenten van de school Nathan Scott, Lucas Scott, Peyton Sawyer, Haley James Scott, Brooke Davis, Mouth McFadden, Felix Taggaro, Anna Taggaro, Skills Taylor, Rachel Gatina, Jake Jagielski, Tim Smith, Bevin Mirskey, Gigi Silveri en Glenda Farrell. De directeur van de school is directeur Turner.
- Whitey Durham Field House, het basketbalveld van de middelbare school die naar Whitey Durham is vernoemd, die al 35 jaar lang de coach is van het team.
- Karen’s Café, een café die Karen, met steun van haar grootvader Eugene, opende toen ze zwanger was van Lucas Scott. Haley James Scott werkt er als bediende en Deb Scott was de tijdelijke eigenaar in het eerste seizoen. Onder andere Gavin DeGraw en Sheryl Crow traden er op.
- Dan Scott Motors, open gehouden door autoverkoper (en nu ook burgemeester) Dan Scott.
- Keith Scott’s Body Shop, eigendom van autotechnicus Keith Scott. Dan neemt later de zaken over.
- Thud Magazine, de lokale krant waarin Peyton Sawyer haar tekeningen plaatst.
- Tric, een nachtclub voor alle leeftijden, nadat Peyton Sawyer ermee opkwam, werd geopend door Karen Roe en Deb Scott. Onder andere The Wreckers, Jimmy Eat World, Fall Out Boy, Jack's Mannequin en Lupe Fiasco traden er op. Ook de fictieve karakters Chris Keller en Haley James Scott zongen er.
- The River Court, waar Lucas Scott en zijn vroegere vrienden basketbal spelen.

## Evenementen
- Burning Boat Festival, een jaarlijks festival dat plaatsvindt in oktober.